# Natura statică cu sfeșnic
Natură statică cu sfeșnic (în franceză Nature morte aux chandeliers, Nature morte, chandeliers, Nature morte au chandelier, Le chandelier) este o pictură în ulei creată în 1922 de artistul francez Fernand Léger.
Acest tablou a fost furat pe 20 mai 2010 de la Muzeul de Artă Modernă din Paris. Muzeul a raportat furtul - care s-a întâmplat noaptea - a cinci tablouri din colecția sa, evaluate la 100 de milioane de euro, deși această cifră ar putea fi conservatoare.
Principalului suspect, Vjeran Tomic (poreclit „Omul Păianjen” pentru capacitatea sa de a escalada clădiri),  i s-a comandat de către comerciantul de antichități Jean-Michel Corvez să fure acest tablou de Léger. În același timp, a furat tablouri de Picasso, Matisse, Modigliani și Braque.
Pe lângă Natura statică cu sfeșnic, au fost furate Le pigeon aux petits pois (Porumbelul cu mazăre sau Porumbel cu mazăre, 1911) de Pablo Picasso, La Pastorale (1906) de Henri Matisse, L'Olivier Près de l 'Estaque (Măslin lângă L'Estaque, 1906) de Georges Braque, La Femme à l'Éventail (Femeie cu evantai, 1919) de Amedeo Modigliani. O fereastră a fost spartă, iar imaginile de pe camerele de supraveghere au arătat un bărbat mascat luând tablourile. Autoritățile cred că hoțul a acționat singur. Bărbatul a scos cu grijă tablourile din ramele lor, pe care le-a lăsat în urmă.
Furtul, executat cu un nivel foarte ridicat de sofisticare, a fost investigat de unitatea de specialitate Brigade de Répression du Banditisme⁠(d) a Poliției Franceze. Nu este clar de ce sistemele de alarmă din muzeu nu au reușit să detecteze jaful. Personalul a observat abia când a ajuns la muzeu, cu puțin înainte de ora 7:00 dimineața. Muzeul a fost închis pe 20 mai 2010, invocându-se „motive tehnice”. Furtul urmează furtului de 162 de milioane de dolari a capodoperelor lui Cézanne, Degas, Van Gogh și Monet de la Fundația EG Bührle din Zurich în februarie 2008 și ar putea fi unul dintre cele mai mari furturi de artă din istorie (după valoare). A fost descris drept „jaful secolului”. Licitatorul francez și președintele Association du Palais de Tokyo, Pierre Cornette de Saint-Cyr, a comentat: „Aceste cinci tablouri sunt nevandabile, așa că, domnilor hoți, sunteți niște imbecili, acum returnați-le”.
Hoțul și sponsorul său au fost găsiți la un an de la comiterea jafului, iar acesta din urmă a declarat că a fost cuprins de panică în urma unei razii a poliției și a unui apel telefonic din partea poliției. De teamă că anchetatorii se apropiau de ei, complicii ar fi distrus tablourile. „Le-am aruncat la gunoi”, a strigat Yonathan Birn, una dintre cele trei persoane judecate în acest caz, „am făcut cea mai mare greșeală a existenței mele”. Cu toate acestea, nici judecătorul, nici alți inculpați nu au crezut că Birn a spus adevărul. Autoritățile cred că toate picturile au fost scoase din Franța. Co-inculpații lui Birn au mărturisit că acesta a fost „prea inteligent” pentru a distruge opere de artă în valoare de 100 de milioane de euro.

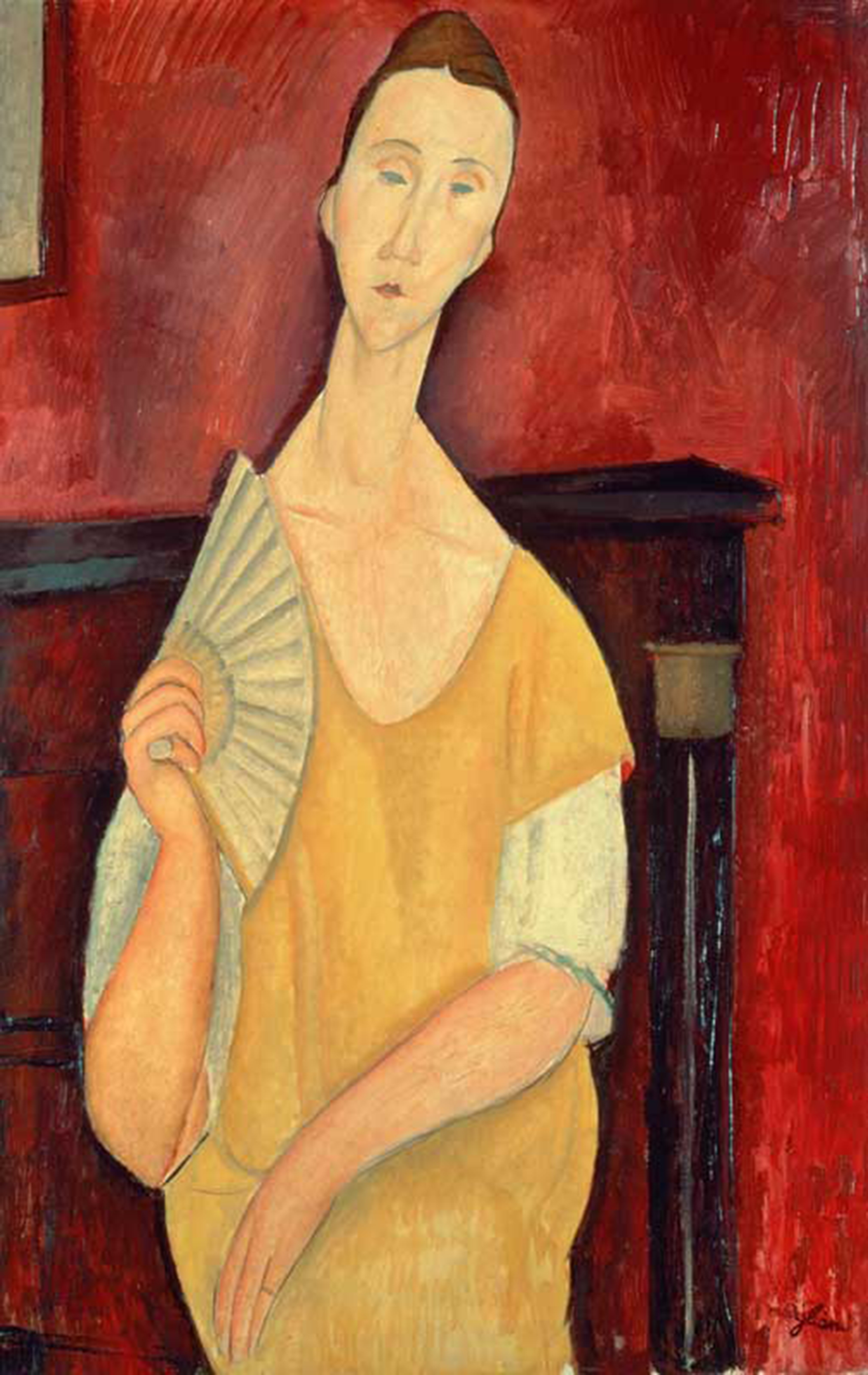
Amedeo Modigliani, 1919, Femeie cu evantai, ulei pe pânză, 100 x 65 cm